# 赵桥乡
赵桥乡，是中华人民共和国安徽省亳州市谯城区下辖的一个乡镇级行政单位。

## 行政区划
赵桥乡下辖以下地区：
赵桥村、双楼村、六集村、大徐村、穆各村、卢张庄村、王寨村和崔寨村。